# 禪師
禪師，漢傳佛教頭銜。指實踐禪修，能指導他人止觀修行的佛教出家眾，即印度佛教所說的瑜伽師，所以如天台宗、華嚴宗的僧侶也往往稱為禪師。隨著漢傳佛教的發展，也被用來泛指禪宗門派的僧侶。

## 概論
在古印度，稱身心合一的修法為瑜伽，意爲行、相应。修行瑜伽者，稱為瑜伽士（yogi）或瑜伽師。佛教發展之初，特重禪修。隨著宗派分化，在大毘婆沙論時代，瑜伽與瑜伽師成為常見的名詞。傳入中國時，將瑜伽稱為禪，為定慧修持的通稱，而瑜伽師就稱之為禪師。